# ササク人
ササク人（ササクじん、Sasak）は、主にインドネシアのロンボク島に住む民族。バリ・ササク諸語のササク語を使う。
バリ・ヒンドゥーの文化的影響が強く、バリやジャワと同様に地床式住居に居住するのが一般的である。

## 歴史
ササク人は北西インド、もしくはビルマからロンボク島に移動してきた民族であり、9世紀には独自の王国を築いていたが、17世紀のカランガスム王国の東進以来、バリ人よる支配を受けた。19世紀にはバリ戦争によってオランダによる植民地統治下に入る。2世紀にわたる農奴制によってササク人の自律性は失われ、インドネシア独立後もササク人の多くは非常に貧しい生活をしている。

## 宗教
15世紀にイスラム教がもたらされて以来、ササク人はイスラムの受容の違いによって次の3つのグループに分けられ、それぞれが別のコミュニティを形成している。
- ブダ (Bodhas) - イスラムからの支配と改宗を避けて北部山岳帯に逃げた人々の末裔と言われ、土着の宗教を信仰する。今日ではほぼ見られない。
- ワクトゥ・テル (Waktu-telu) - イスラムの支配下にあって改宗しなかったヒンドゥー教徒。カースト制により、さらにコミュニティが分けられている。
- ワクトゥ・リマ (Waktu-lima) - イスラムに改宗したムスリム。